# اوریو کاناوزه
اوریو کاناوزه (به ایتالیایی: Orio Canavese) یک کومونه در ایتالیا است که در استان تورین واقع شده‌است. اوریو کاناوزه ۷٫۱ کیلومتر مربع مساحت و ۷۹۹ نفر جمعیت دارد.